# スリー・キャッツ

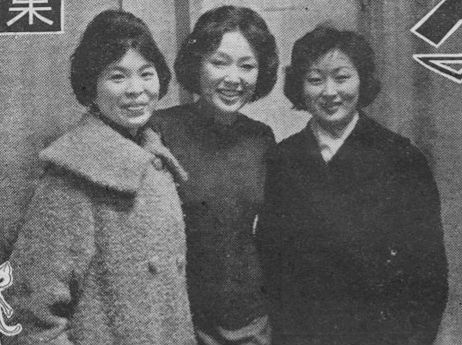
メンバーチェンジ後のスリー・キャッツ（左から堀田、小沢、佐伯）

スリー・キャッツは、日本の女性3人組コーラス・グループである。『黄色いさくらんぼ』のヒットで知られる。

## 略歴
1959年8月、女性コーラス・グループを描いた松竹映画『体当りすれすれ娘』のアテレコのため小沢桂子、梅田和代、上原由里江により結成される。映画で九條映子、有沢正子、中圭子が演じたグループ名の「スリー・キャッツ」を名乗り、主題歌の『黄色いさくらんぼ』（星野哲郎作詞・浜口庫之助作曲）でデビューする。
結婚を機に上原が脱退し、佐藤由紀が加入する。まもなく上原が復帰し、佐藤は日劇ダンシングチームに所属する。
1960年2月、上原が妊娠、梅田が結婚を理由に脱退し、新メンバーとして佐伯みち子、堀田直江が加入する。
その後もメンバーを入れ替えて活動を続けた。

## エピソード
- 堀田直江（牧山直江）は、画家として二科展に入選している。また、増位山太志郎、多摩幸子と共に「三桜会」のメンバーとして展覧会も開いている[2]。

## ディスコグラフィー

### シングル
- 『黄色いさくらんぼ』（1959年）
- 『あの時帰れば』（1959年）
- 『チョンチョン娘』（1960年）
- 『甘ずっぱい夜』（1960年）
- 『香港チャチャチャ』（1960年）

### アルバム
- 『スリー・キャッツのセクシイ・ムード』（1959年12月）
- 『スリー・キャッツのセクシイ・ムード -桃色の風-』（1960年5月）
- 『スリー・キャッツのにっぽんムード』（1960年）
- 『スリー・キャッツのお座敷ムード』（1960年）

## 映画
- 『濡れ髪喧嘩旅』大映（1960年）監督 森一生。
- 『若櫻千両槍』東映（1960年）監督 河野寿一。
- 『黄色いさくらんぼ』松竹（1960年）監督 野村芳太郎。タイトルバックのみ出演。